# Paradiopa nyei
Paradiopa nyei là một loài bướm đêm trong họ Noctuidae.